# Пынько, Иван Игоревич
Ива́н И́горевич Пынько́ (род. 23 июня 2000, Орехово-Зуево, Московская область) — российский профессиональный баскетболист, играющий на позиции лёгкого форварда.

## Карьера
Пынько начал заниматься баскетболом в 9 лет, его первым тренером был Денис Александрович Волков. Иван играл во множестве молодёжных команд, но после попадания во вторую символическую пятёрку Единой молодёжной лиги ВТБ сезона 2019/2020 был приглашён в систему клуба ЦСКА.
В составе молодёжной команды ЦСКА Пынько стал чемпионом Единой молодёжной лиги ВТБ.

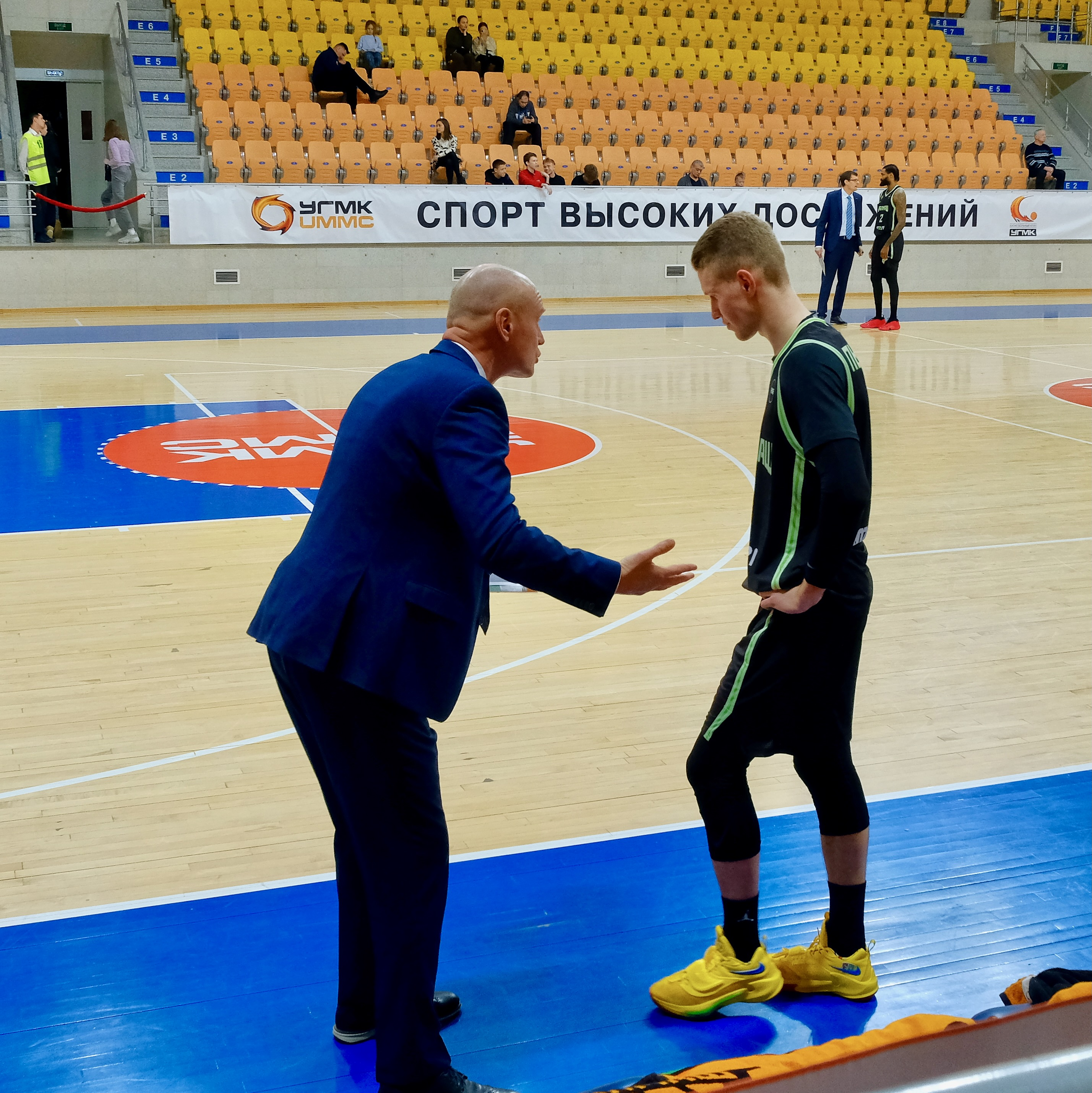
В составе Уралмаша с Вадимом Филатовым

Иван также принимал участие в матчах Суперлиги-1 за фарм-клуб ЦСКА. За 2 сезона сыграл в этом турнире 55 матчей.
11 марта 2022 года Пынько дебютировал за основную команду ЦСКА в матче Единой лиги ВТБ против «Енисея». В этой игре Иван отметился 8 очками и 3 передачами.
В июле 2022 года Пьнько подписал контракт с «Темп-СУМЗ-УГМК». Средняя статистика Ивана в матчах Суперлиги-1 составила 7 очков и 2,8 подбора.
В июне 2023 года Пынько перешёл в «Уралмаш». В составе команды Иван стал бронзовым призёром Кубка России.
Сезон 2024/2025 Пынько начинал в «Самаре».
В феврале 2025 года Пынько вернулся в «Уралмаш».

## Достижения
- Обладатель Кубка России: 2024/2025
- Бронзовый призёр Кубка России: 2023/2024
- Чемпион Единой молодёжной лиги ВТБ: 2020/2021